# Daniel Protheroe
Daniel Protheroe (Ystradgynlais, País de Gal·les, 5 de novembre de 1866 - Chicago, Illinois (EUA), 25 de febrer de 1934), fou un compositor i director d'orquestra de Gal·les.
S'educà a Swansea i mostrà gran aptitud per la música, fent d'ella la seva professió. Adquirí notorietat com a expert director d'orquestra i es traslladà als Estats Units el 1866. Allà es graduà en música i més tard dirigí infinitat de cors vocals i orquestres, entre elles la del Cymrodorion, de Scranton (Pennsilvània) (1886-92), a Milwaukee (1894-1909), del Club Musical Arion i d'altres centres.
No obstant, Protheroe, fou més conegut per haver compost diversos himnes metodistes calvinistes.